# حلمي الأسمر
حلمي محمد الأسمر (1957 - ) صحفي وكاتب وشاعر أردني فلسطيني، ولد في مخيّم طولكرم في مدينة طولكرم بفلسطين. مجاز في اللغة العربية وآدابها من الجامعة الأردنية عام 1980. يعمل بالصحافة الأردنية منذ 1976، محررًا في وكالة الأنباء الأردنية بترا ومديراً لتحرير صحفية اللواء الأسبوعية. له دواوين شعرية ومؤلفات سياسية.

## سيرته
ولد حلمي بن محمد الأسمر سنة 1377 هـ/ 1957 م في مخيم طولكرم في وسط مدينة طولكرم الفلسطينية. حصل على بكالوريوس في اللغة العربية وآدابها من الجامعة الأدرنية 1980. يعمل بالصحافة الأردنية منذ 1976، محررًا في وكالة الأنباء الأردنية، بترا، ومديرًا لتحرير صحيفة اللواء الأسبوعية.

كتب الشعر العامودي والحديث والمقالة والبحث والتراجم.

## مؤلفاته
من دواوينه الشعرية:
- قصائد من وراء الحدود، 1987.
- لقمر والرغيف، 1983.
- أسفار حلمي الأسمر، 2016.

من كتبه:
- صبرا وشاتيلا:مجزرة حضارة.
- جريمة الأحد الأسود.
- ستة كتب وثائقية عن زعماء الصهاينة.
- المباحية الشرعية، 2019.

## جوائز
في 13 نوفمبر 2020، فاز بجائزة الدوحة الدولية للكتابة الدرامية، عن عمله «العشب الأسمر».

## وصلات خارجية
- في موقع العربي الجديد
- حلمي الأسمر على موقع المكتبة المفتوحة (الإنجليزية)